# Behrensdorf (Ostsee)
Behrensdorf (Ostsee) est une commune d'Allemagne au bord de la mer Baltique, au bout de la baie de Kiel et au bord de la baie d'Hohwacht. Elle se trouve à 5 km à nord-ouest de Hohwacht (Ostsee) et à 30 km à l'est de Kiel. Behrensdorf fait partie de l'arrondissement de Plön dans le Schleswig-Holstein.

## Historique
L'endroit a été nommé par écrit pour la première fois en 1433 et son nom dérive de Dorf des Bernhard (village de Bernard).

## Architecture
- Phare de Neuland
- Château de Waterneverstorf